# Przymiłowice-Podgrabie
Przymiłowice-Podgrabie est un village de Pologne situé dans la voïvodie de Silésie.